# Poul Müller
Poul Høgh Erik Müller, född 31 december 1909, död 15 september 1979, var en dansk skådespelare.

## Rollista i urval
- 1937 – Flådens blå matroser
- 1951 – Det sande ansigt
- 1953 – Kärlekskarusell
- 1955 – Våldtaget land
- 1957 – Natt i Nyhavn
- 1957 – Tre piger fra Jylland
- 1961 – Möte i storstad
- 1962 – Den kära familjen
- 1963 – Vi voksne
- 1978 – Strandfyndet (TV-serie)